# Farga de Boí
La Farga de Boí és un monument del municipi de la Vall de Boí inclòs en l'Inventari del Patrimoni Arquitectònic de Catalunya.

## Descripció
Estava situada en la riba dreta del riu Sant Nicolau al costat del pont de l'actual carretera que va des de la N-230, més amunt de Pont de Suert fins al Balneari de Caldes de Boí. El terreny de la farga i dels seus voltants són propietat de la companyia ENHER on ha edificat una residència que porta el nom de La Farga.